# Bitzen
Bitzen là một xã thuộc huyện Altenkirchen, bang Rheinland-Pfalz, phía tây nước Đức. Xã Bitzen có diện tích 2,3 km², dân số thời điểm ngày 31 tháng 12 năm 2006 là 840 người.